# Взаимная блокировка

Взаимная блокировка двух процессов P1 и P2 нуждающихся в двух ресурсах.

Взаи́мная блокиро́вка (сокращённо взаимоблокировка, англ. deadlock) — ситуация в многозадачной среде или СУБД, при которой несколько процессов находятся в состоянии ожидания ресурсов, занятых друг другом, и ни один из них не может продолжать свое выполнение.

## Простейший пример взаимной блокировки
| Шаг | Процесс 1                           | Процесс 2                           |
| --- | ----------------------------------- | ----------------------------------- |
| 0   | Хочет захватить A и B, начинает с A | Хочет захватить A и B, начинает с B |
| 1   | Захватывает ресурс A                | Захватывает ресурс B                |
| 2   | Ожидает освобождения ресурса B      | Ожидает освобождения ресурса A      |
| 3   | Взаимная блокировка                 | Взаимная блокировка                 |

Отладка взаимных блокировок, как и других ошибок синхронизации, усложняется тем, что для их возникновения нужны специфические условия одновременного выполнения нескольких процессов (в вышеописанном примере если бы процесс 1 успел захватить ресурс B до процесса 2, то ошибка не произошла бы).

## Динамическая взаимоблокировка
Динамическая взаимоблокировка (англ. livelock) означает такую ситуацию: система не «застревает» (как в обычной взаимной блокировке), а занимается бесполезной работой, её состояние постоянно меняется — но, тем не менее, она «зациклилась», не производит никакой полезной работы.
Жизненный пример такой ситуации: двое встречаются лицом к лицу. Каждый из них пытается посторониться, но они не расходятся, а несколько секунд сдвигаются в одну и ту же сторону.

## Обнаружение взаимных блокировок
Поиск взаимных блокировок осуществляется путём построения и анализа графа ожидания. В графе ожидания узлами отмечаются процессы и объекты. Блокировки отмечаются рёбрами, направленными от узла, соответствующего захваченному объекту, к узлу, соответствующему захватившему его процессу. Ожидания отмечаются рёбрами, направленными от узла, соответствующего ожидающему процессу, к узлу, соответствующему ожидаемому объекту.
Цикл в графе ожидания соответствует взаимной блокировке. Существует специальный алгоритм поиска циклов в графе.
Существуют алгоритмы удаления взаимной блокировки. В то же время, выполнение алгоритмов поиска удаления взаимных блокировок может привести к динамической взаимоблокировке — взаимная блокировка образуется, сбрасывается, снова образуется, снова сбрасывается и так далее.
Кроме того, эти алгоритмы реализуются диспетчером ресурсов — программой, отвечающей за блокировку и разблокировку. Если же часть занятых в блокировке ресурсов распределяется кем-то другим, обнаружение взаимной блокировки невозможно. К примеру, СУБД Oracle обнаруживает взаимную блокировку запросов к её базам данных, но если в приведенном примере объекты — это поле базы и, к примеру, файл на жестком диске, взаимная блокировка обнаружена не будет — СУБД этот файл не обрабатывает и для неё взаимной блокировки нет.
Практически об устранении взаимных блокировок надо заботиться ещё на этапе проектирования системы — это единственный более-менее надежный способ борьбы с ними. В крайнем случае, когда основная концепция не допускает возможности избежать взаимных блокировок, следует хотя бы строить все запросы ресурсов так, чтобы такие блокировки безболезненно снимались.

## Предотвращение взаимной блокировки
Классический способ борьбы с проблемой — разработка иерархии блокировок: между блокировками устанавливается отношение сравнения и вводится правило о запрете захвата «большей» блокировки в состоянии, когда уже захвачена «меньшая». Таким образом, если процессу нужно несколько блокировок, ему нужно всегда начинать с самой «большой» — предварительно освободив все захваченные «меньшие», если такие есть — и затем в нисходящем порядке. Это может привести к лишним действиям (если «меньшая» блокировка нужна и уже захвачена, она освобождается только чтобы тут же быть захваченной снова), зато гарантированно решает проблему.
В некоторых случаях, особенно в поделенных на модули системах, это также усложняет архитектуру. Так, например, в межмодульном интерфейсе приходится вводить вызовы, которые не делают ничего, кроме захвата и освобождения неких блокировок в модуле. Такой подход используется в файловых системах Windows в их интерфейсе взаимодействия с подсистемами кэша и виртуальной памяти.
Прочие алгоритмы:
| Название                                       | Условия Коффмана    | Описание |
| ---------------------------------------------- | ------------------- | --- |
| Алгоритм Банкира                               | взаимное исключение | Алгоритм Банкира — это алгоритм распределения ресурсов и обхода взаимоблокировок, разработанный Э. Дейкстра. |
| Алгоритм предотвращения рекурсивных блокировок | взаимное исключение | Предотвращает захват потоком одной и той же блокировки несколько раз.                                        |